# Travie McCoy
 (janvier 2023).
- Si vous ne connaissez pas le sujet, laissez ce bandeau (vous pouvez alors contacter les auteurs).
- Si vous supprimez le contenu mis en cause (vous pouvez préalablement contacter les auteurs),

argumentez précisément cette suppression dans la page de discussion
(un manque de référence n'est pas un argument ; une recherche réelle de référence doit avoir été effectuée, être formellement documentée).
 (novembre 2011).
Si vous disposez d'ouvrages ou d'articles de référence ou si vous connaissez des sites web de qualité traitant du thème abordé ici, merci de compléter l'article en donnant les références utiles à sa vérifiabilité et en les liant à la section « Notes et références ».
Travis Lazarus McCoy, plus connu sous le nom de Travie McCoy, est un rappeur et chanteur américain, né le 6 août 1981 à Geneva (État de New York). Fondateur et leader du groupe Gym Class Heroes, il s'est également lancé dans une carrière solo depuis 2010. Il est un cousin de Tyga.

## Biographie
Travis McCoy naît et grandit à Geneva, d'un père haïtien et d'une mère américaine d'origine irlandaise. Il commence la batterie dès l'enfance, et monte un groupe avec son frère et son père dans un cadre amateur. Après un accident de skateboard, il passe quatre mois dans un fauteuil roulant.
Adolescent, McCoy est fan de groupes de rap comme Company Flow et Arsonists, mais aussi de groupes de punk hardcore comme Earth Crisis et Snapcase. Il déclare à propos de ses goûts musicaux : « Je n'ai jamais été un pur enfant du rap. J'ai toujours refusé d'être catalogué. » À 15 ans, il devient tatoueur au sein d'un studio, métier qu'il enseigne dès l'âge de 20 ans.
C'est à son entrée au lycée que la musique prend une place plus importante. Il rencontre en cours d'EPS le batteur Matt McGinley, qui devient un très bon ami. En outre, McCoy étudie l'écriture et la poésie. Captivé par l'art, il obtient un diplôme d'arts appliqués au Munson-Williams-Proctor Arts Institute (il réalisera ainsi la conception graphique de l'album As Cruel As School Children). Vers 20 ans, McCoy abandonne le métier de tatoueur pour ouvrir une galerie d'art avec un ami. C'est à cet âge qu'il commence sa carrière musicale par quelques apparitions, en saisissant des opportunités dans les studios de la chaîne MTV. En 2003, il remporte le Direct Effect MC Battle, sponsorisé par la chaîne.

En 2008, Travie McCoy fait un séjour en cure de désintoxication et révèle être dépendant aux opioïdes depuis son adolescence. Il ne cache pas cette addiction au public, et déclare : 

« J'ai réalisé un jour que je prenais une quantité de cachets qui risquait de me mettre à terre. Je sais que j'aurais pu mourir. Mais il y eut un déclic qui me fit comprendre que je voulais rester un petit plus longtemps en vie. Ca m'a décidé à me rendre clean. Ç'a été super, super, super dur. Et ça va sans dire que j'ai décroché plus d'une fois. Mais je dirais quand même que dans l'ensemble je vais beaucoup mieux qu'avant. »

Travie McCoy a eu une sérieuse relation amoureuse avec la chanteuse Katy Perry, qu'il a failli épouser en 2009.Il s'est déclaré végétarien.

## Parcours musical

### Gym Class Heroes

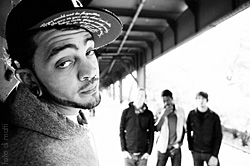
Gym Class Heroes.

Lors d'une fête pour un ami, Travie McCoy et Matt McGinley jouent de la batterie dans leur groupe respectif. Celui de McGinley, composé de Milo Bonacci à la guitare et de Ryan Geise à la basse, n'a pas de chanteur. Travie McCoy rejoint la scène et commence à rapper sur leurs morceaux.
McCoy et McGinley fonde alors un groupe de hip-hop alternatif avec les autres membres, bientôt remplacés par Disashi Lumumba-Kasongo à la guitare et Eric Roberts à la basse. Ce groupe est baptisé Gym Class Heroes, car les deux fondateurs se sont rencontrés en cours d'EPS.

### Travie McCoy

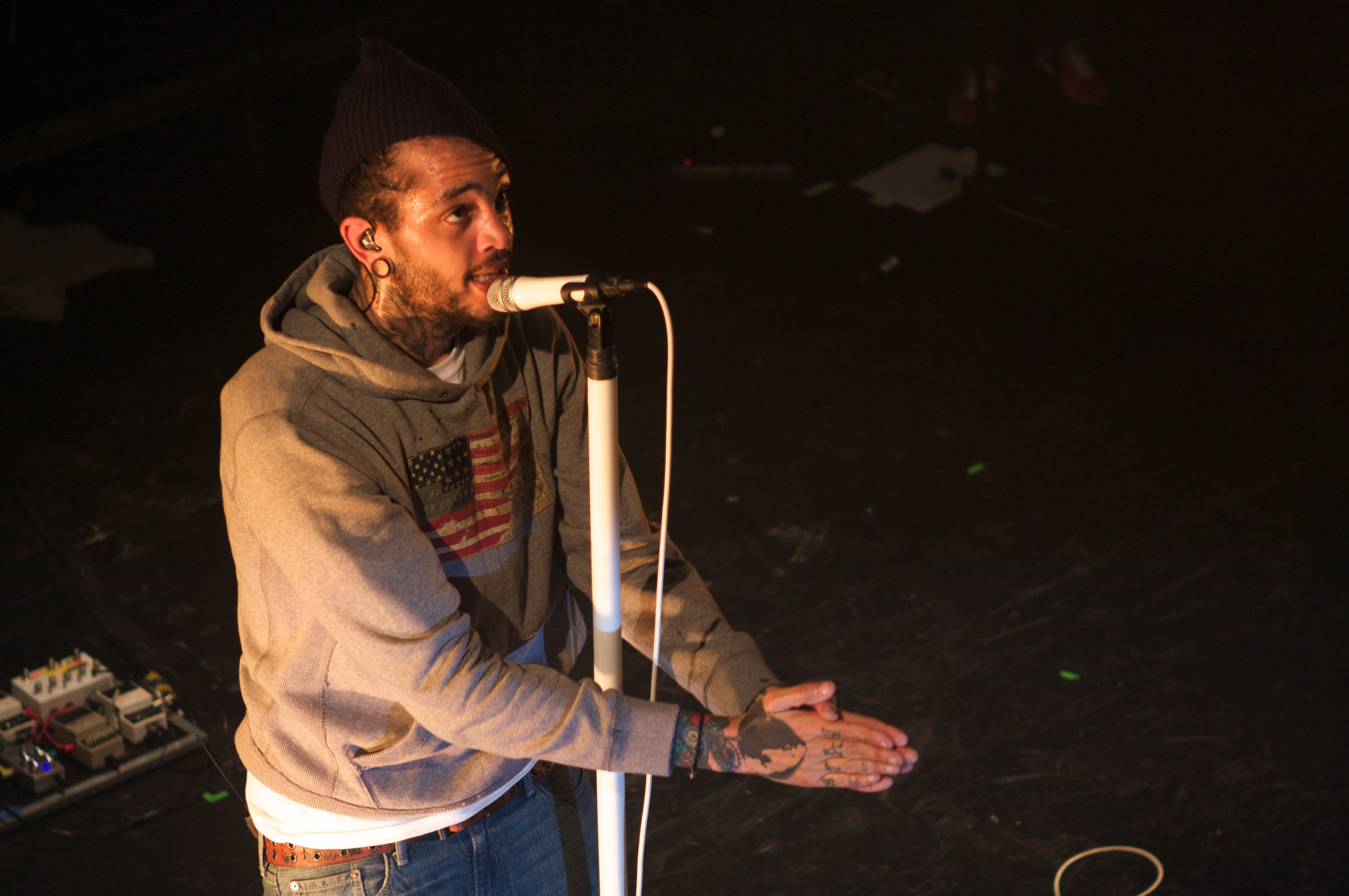
Travie McCoy.

Tout en poursuivant Gym Class Heroes, Travie McCoy décide de se lancer dans une carrière solo en 2010. Cette année-là, il rejoint Nappy Boy, le label du rappeur T-Pain, et sort le 8 juin un premier album intitulé Lazarus. On y retrouve des collaborations avec Cee-Lo, Bruno Mars, T-Pain ou encore Young Cash. Le premier single Billionaire, en featuring avec Bruno Mars, se place dans le top des charts américains.

## Collaborations
Travie McCoy a collaboré :
- avec Fall Out Boy, où il apparaît dans les clips This Ain't A Scene, It's An Arms Race, Dance, Dance et A Little Less Sixteen Candles, A Little More Touch Me
- avec Cobra Starship sur le titre Snakes on a Plane (Bring it), où il chante un couplet et apparaît dans le clip ;
- avec P!nk pour un rapide featuring sur le titre This Is How It Goes Down de l'album Funhouse ;
- avec T-Pain pour le remix de la chanson Every Girl et pour le single Miss Tattoo Girl ;
- avec Deuce pour le titre I came to party de l'album Ninelives ;
- avec William Beckett du groupe The Academy Is..., qui fait parfois des chœurs sur ses chansons.

En outre, McCoy a écrit pour MTV la chanson One at a time, dont l'argent tiré des téléchargements a été versé pour la recherche contre le VIH. Enfin, il a remixé la chanson Chelsea Smile de Bring Me The Horizon pour leur album Suicide Season: Cut up.

## Discographie

### Albums

#### Travie McCoy
Lazarus, 2010

#### Gym Class Heroes
- As Cruel As School Children, 2006
- The Quilt, 2008
- The Papercut Chronicles II, 2011

### Singles
- Billionaire avec Bruno Mars, 2010
- Need You, 2010
- Superbad, 2010
- We'll Be Alright, 2010[5]
- The Manual, 2010
- Pretty Girls avec le rappeur Iyaz, 2011
- Stereo Hearts avec son groupe Gym Class Heroes et le chanteur Adam Levine, 2011
- Ass Back Home avec la chanteuse Neon Hitch, 2011
- The Fighter avec son groupe Gym Class Heroes et le chanteur Ryan Tedder, 2012
- Keep On Keeping On avec Brendon Urie, 2014